# Eudevenopus metagracilis
Eudevenopus metagracilis is een vlokreeftensoort uit de familie van de Platyischnopidae. De wetenschappelijke naam van de soort is voor het eerst geldig gepubliceerd in 1964 door J.L. Barnard.